# Plana (miasto Kraljevo)
Plana (cyr. Плана) – wieś w Serbii, w okręgu raskim, w mieście Kraljevo. W 2011 roku liczyła 26 mieszkańców.